# 취미

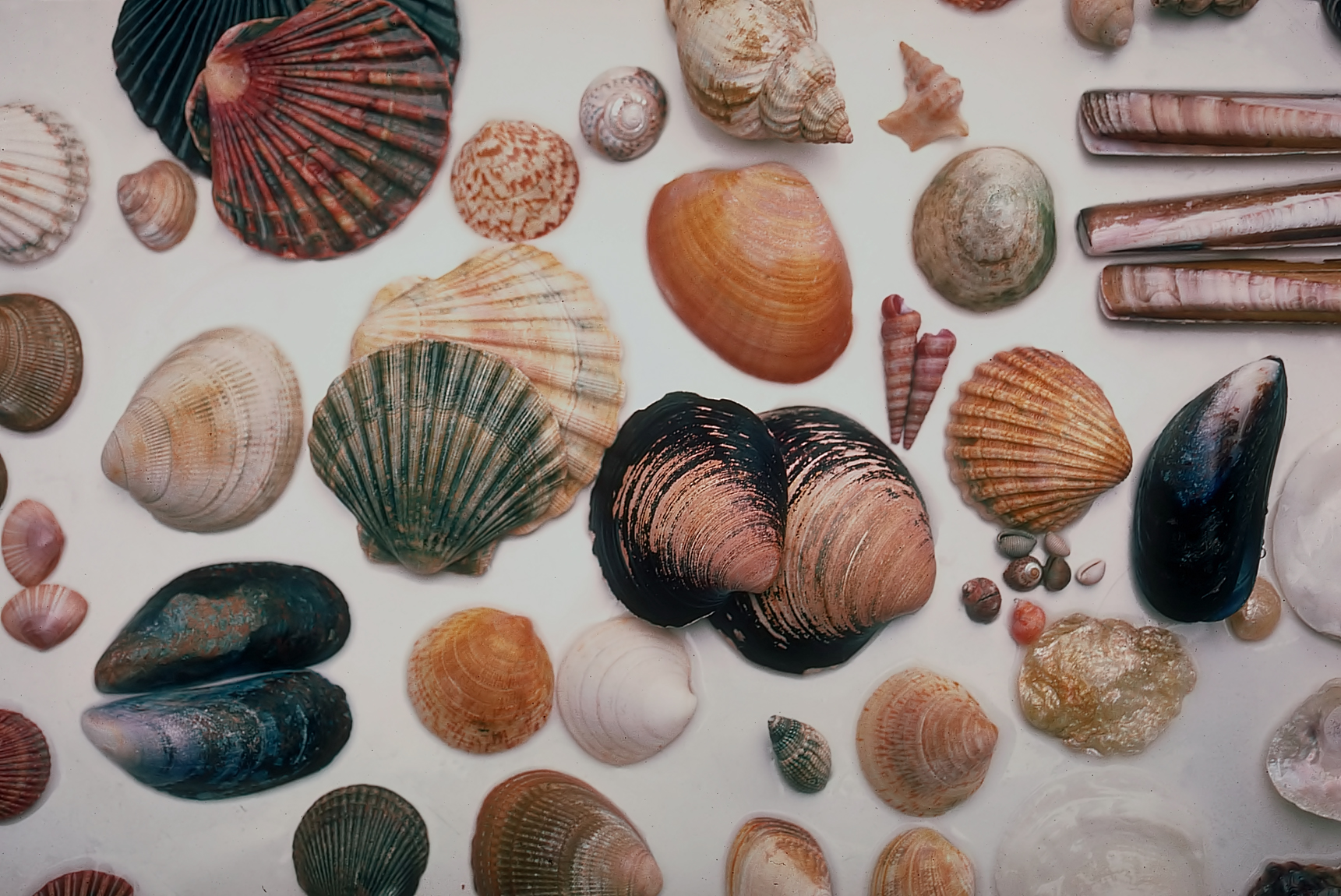
취미: 조깨껍질 수집

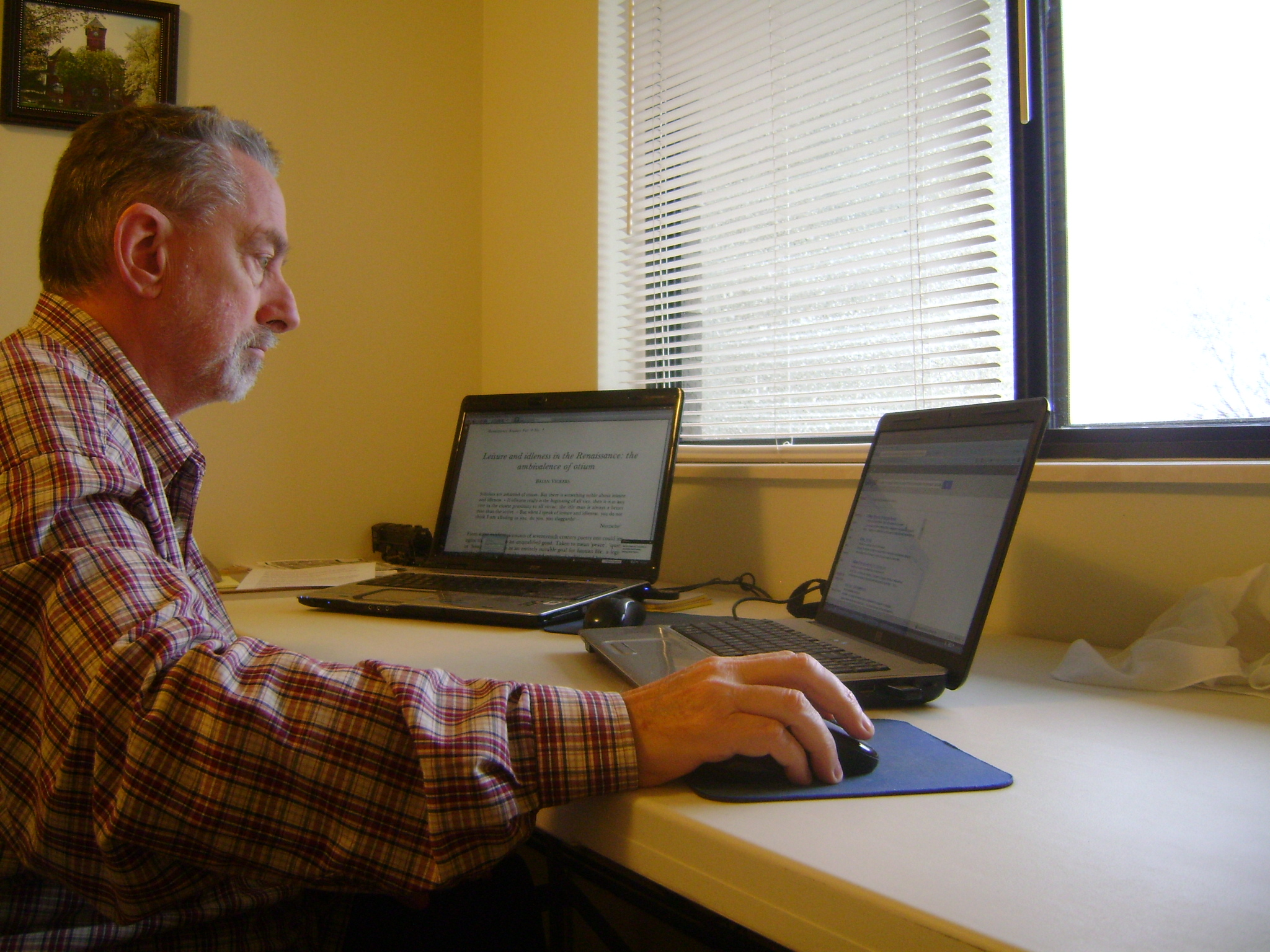
위키백과 문서를 작성하고 편집하는 일은 일부 사람들에게는 취미다.

취미(趣味, 영어: hobby)는 인간이 금전이 아닌 기쁨을 얻기 위해 하는 활동 즉, 전문적으로 하는 것이 아니라 즐기기 위하여 하는 일로써 일반적으로 여가에 즐길 수 있는 정기적인 활동이라고 정의할 수 있다. 취미에 아주 열심인 사람은 호비스트(hobbyist)라고 부른다.
취미는 일반적으로 여가 시간 동안 즐거움을 위해 수행되는 정기적인 활동으로 간주된다. 취미에는 테마 아이템 및 물건 수집, 창의적이고 예술적인 활동, 스포츠 활동, 기타 오락 활동 등이 포함된다. 취미에 참여하면 해당 분야에 대한 실질적인 기술과 지식을 습득할 수 있다. 취미 목록은 새로운 관심과 발전하는 패션에 따라 변경되어 다양하고 길어진다. 취미는 사회의 트렌드를 따르는 경향이 있다. 예를 들어, 우편 시스템이 주요 의사소통 수단이었던 19세기와 20세기에는 우표 수집이 인기를 끌었다. 2023년 기준, 비디오 게임은 기술 발전에 따라 더욱 대중화되었다. 19세기의 생산과 기술의 발전은 노동자들에게 취미를 가질 수 있는 여가 시간을 더 많이 제공했다. 이 때문에 취미에 투자하는 사람들의 노력은 시간이 지날수록 늘어났다.
취미 생활자는 세 가지 하위 범주로 식별될 수 있다. 본질적으로 보람 있는 캐주얼 여가, 준비가 거의 또는 전혀 필요하지 않은 단시간의 즐거운 활동, 실질적이고 보람 있고 유익하며 아마추어, 취미 생활자 또는 자원 봉사자의 체계적 추구인 진지한 여가이다. 성취감을 가져오고, 마지막으로 보람 있는 단기적이고 종종 일회성인 프로젝트 기반 여가를 제공한다.

## 취미의 종류

### 제조 및 주괘
- 스케일 모델
- 3차원 인쇄
- 요리

## 같이 보기
- 놀이
- 여가
- 취미 목록